# Sajóbábony
Sajóbábony è un comune dell'Ungheria di 3.140 abitanti (dati 2001) . È situato nella contea di Borsod-Abaúj-Zemplén.